# روني لافي
روني لافي (بالعبرية: רוני לוי‏) (14 نوفمبر 1966 بنتانيا في إسرائيل - ) هو مدرب كرة قدم ولاعب كرة قدم إسرائيلي في مركز الوسط. شارك مع منتخب إسرائيل لكرة القدم. أما مع النوادي، فقد لعب مع مكابي حيفا ومكابي نتانيا ونادي بني يهودا تل أبيب.

## مسيرته الكروية
لعب روني لافي خلال مسيرته الاحترافية مع 3 أندية في أربعة عشر موسمًا وسجل خلالها 30 هدف ضمن 225 مباراة. حيث فاز في ثلاثة مواسم بالكأس وفي موسمين بالدوري.
خاض روني لافي مسيرته مع نادي مكابي نتانيا في موسم 1985–86 في المرة الأولى ليلعب معه خمسة مواسم ثم في موسم 1990–91 ولمدة موسمين، مشاركًا طوالها في 61 مباراة سجل خلالها 9 أهداف. ثم انتقل إلى نادي بني يهودا تل أبيب في موسم 1989–90 لمدة موسم واحد، حيث شارك في 20 مباراة سجل خلالها 3 أهداف. لينتقل بعدها إلى نادي مكابي حيفا في موسم 1992–93 ليلعب معه ستة مواسم، مشاركًا في 144 مباراة سجل خلالها 18 هدفًا.

## وصلات خارجية
- روني لافي على موقع قاعدة بيانات كرة القدم.إي يو (الإنجليزية)
- روني لافي على موقع ناشيونال فوتبول تيمز (الإنجليزية)
- روني لافي على موقع Soccerway.com (الإنجليزية)
- روني لافي على موقع عالم كرة القدم.نت (الإنجليزية)